# Mistrzostwa Polski w kolarstwie torowym – wyścig eliminacyjny mężczyzn
Mistrzostwa Polski w kolarstwie torowym w konkurencji wyścig eliminacyjny mężczyzn odbywają się od 2016. Nie odbyły się w 2021.

## Medaliści
| Rok  | Złoto               | Srebro            | Brąz             |
| 2016 | Adrian Tekliński    | Alan Banaszek     | Damian Sławek    |
| 2017 | Szymon Krawczyk     | Alan Banaszek     | Szymon Sajnok    |
| 2018 | Alan Banaszek       | Damian Sławek     | Adrian Tekliński |
| 2019 | Filip Prokopyszyn   | Alan Banaszek     | Szymon Potasznik |
| 2020 | Filip Prokopyszyn   | Alan Banaszek     | Damian Sławek    |
| 2022 | Daniel Staniszewski | Filip Prokopyszyn | Adam Woźniak     |
| 2023 | Adam Woźniak        | Piotr Maślak      | Kamil Dolak      |
| 2024 | Adam Woźniak        | Alan Banaszek     | Piotr Maślak     |